# ヒラメ
ヒラメ（鮃、英名：Bastard halibut、学名：Paralichthys olivaceus）は、カレイ目カレイ亜目ヒラメ科に属する魚の一種。広義には、ヒラメ科とダルマガレイ科に属する魚の総称である（「ヒラメ類」の項を参照）。有眼側（目のある方）が体の左側で、日本では「左ヒラメに右カレイ」といってカレイ類と区別する（後述）。また口と歯が大きいのが特徴で、ヒラメ類のことを英語ではLarge-tooth flounders という。

## 特徴
太平洋西部（千島列島、樺太、日本（北海道から九州）､朝鮮半島などの沿岸から南シナ海まで）に分布。最大で全長1m、体重10kgほどになる。他のカレイ目の魚と同じように左右に扁平な体型をしていてカレイと区別が付きにくいが、俗に「左ヒラメに右カレイ」と言われるように、ヒラメの目は両目とも頭部の左側半分に偏って付いているのが大きな特徴である。また、ヒラメはカレイと比べて口が大きく、歯も1つ1つが大きく鋭い。
ヒラメは海底で両目のある体の左側を上に向けて生活しているため、その両目は常に上の方を向いている。
ヒラメという名が現れたのは14世紀ごろだが、日本では19世紀以前にはカレイとヒラメは区別されておらず、大きいものをヒラメ、小さいものをカレイと呼んでいた。はっきりと別種として扱った文献は小野蘭山の『本草綱目啓蒙』(1803年)が初出である。
2013年2月21日、宗像市沖の玄界灘で裏表が同色の個体が網にかかった。
また2023年11月3日には、茨城県鹿嶋市の沖合で右向きの個体が釣り上げられた。同個体はアクアワールド・大洗へと持ち込まれ展示されることになった。

### 地方名
日本での別名は地方によって異なり、カレ、オオグチガレ、ソゲ（ゾゲ）、オオクチ、テックイ、ハス、オオガレイ、メビキ、ホンガレイなど。北海道では「てっくい」、東京湾では1kg以下の物を「そげ」と呼んでいる。青森県、茨城県、鳥取県の県の魚に指定されている。

## 生態
沿岸の砂泥地を好み夜活動する。昼はよく砂泥中に身を潜め頭だけ出しているが、砂に潜らない場合は体の色を海底と同じ色にする。主に海底に住む小魚、小型甲殻類を食べる。幼魚のときにはケンミジンコなども捕食するが、成長するにつれ魚類を捕食する割合が増え、成魚では9割が小魚となる。若魚や成魚では多毛類や棘皮類などはあまり食べない。ヒラメはカレイと異なり、体全体を使った比較的俊敏な動きが可能である。
水深が200mよりも浅い砂底の海底に生息する。季節的な深浅移動を行い、早春から初夏にかけては浅場に、夏から冬は深場に生息する。産卵期は、北海道や東北で6月から7月、本州中部以南の太平洋岸で2月から5月、本州日本海沿岸で5月から6月、東シナ海で1月から3月と、南へいくほど早まる。卵は浮遊性で水温依存性性決定機構を有し、卵から孵った稚魚は通常の魚と同じように細長く、目も両側に付いている。全長1cmぐらいに成長する頃から右の目の移動が始まり、2.5cmぐらいになると親と同じ形になる。3年ほどで成魚になる。カレイ類には数十年生きる種もいるが、ヒラメの寿命は短く、せいぜい数年程度と言われる。その分、ヒラメはカレイよりも成長が早く、養殖もしやすいとされている。

## 漁業
日本では刺身、寿司ネタに用いられる高級食材で、ヒラメ、カレイ類の中では最も高値で取引され、一本釣り、延縄、定置網、底曳き網、刺し網など各種の漁法で漁獲される。また、カレイよりも成長が早いこと、また海底で静止していることが多いためにさほど酸素を必要とせず海水をあまり汚さないことから、陸上での養殖が盛んである。養殖においても餌（小魚類）は天然物と変わらず、食餌行為による運動量も差異がないことから食味が変わらない。資源保護のため、ある大きさに達しない個体は再放流したり、稚魚の放流も行われている。稚魚放流されたヒラメは成長しても腹側の黒い紋様が消えず、パンダビラメと呼ばれる。

### 陸揚げ漁港
- 2002年（平成14年）度
  - 1位 青森県 八戸漁港
  - 2位 長崎県 長崎漁港
  - 3位 福島県 松川浦漁港
  - 4位 長崎県 宮ノ浦漁港
  - 5位 山口県 下関漁港

### 都道府県別漁獲量
- 2011年（平成23年）度[12]
  - 1位 北海道
  - 2位 青森県
  - 3位 茨城県
  - 4位 長崎県
  - 5位 新潟県

### 都道府県別養殖生産量
- 2011年（平成23年）度[12]
  - 1位 大分県
  - 2位 愛媛県
  - 3位 鹿児島県
  - 4位 三重県
  - 5位 長崎県

## 食材
白身魚の中では特に淡白で繊細な味わいで、非常に美味であるとされる。特に背鰭と臀鰭付け根の部分の身は、縁側(えんがわ)と呼ばれる脂の乗った歯ごたえのある部位で珍重される。刺身、寿司、酒蒸しなどで食べる。またムニエル等でフランス料理でも使われる。肝臓（キモ）もカワハギ等と同様珍重される。寒平目の名の通り、旬は冬期。産卵後の夏場はクソ平目と呼ばれるほど食味が落ちるといわれるが、冬場の食味と比較した場合見劣りする程度で、夏場でも美味い魚の代表格といえる。調理の際はその特殊な体型から三枚おろしではなく、五枚下ろしあるいは七枚卸しにする。五枚卸しとは上身背・腹、下身背・腹、骨の5つに分けたものを言い、七枚卸しは五枚卸しに背と腹の縁側を別にしたものを言う。

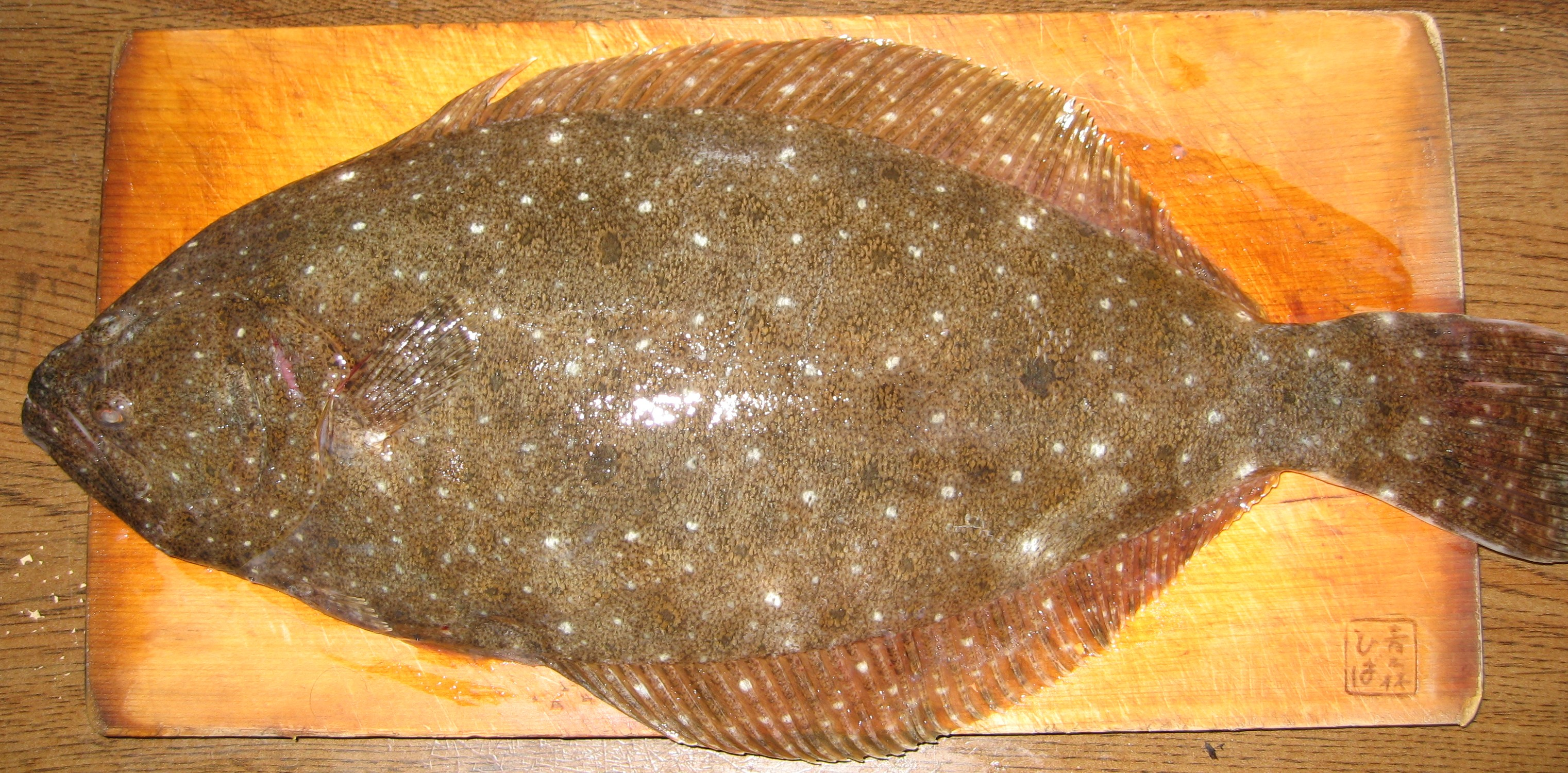
ヒラメの表側
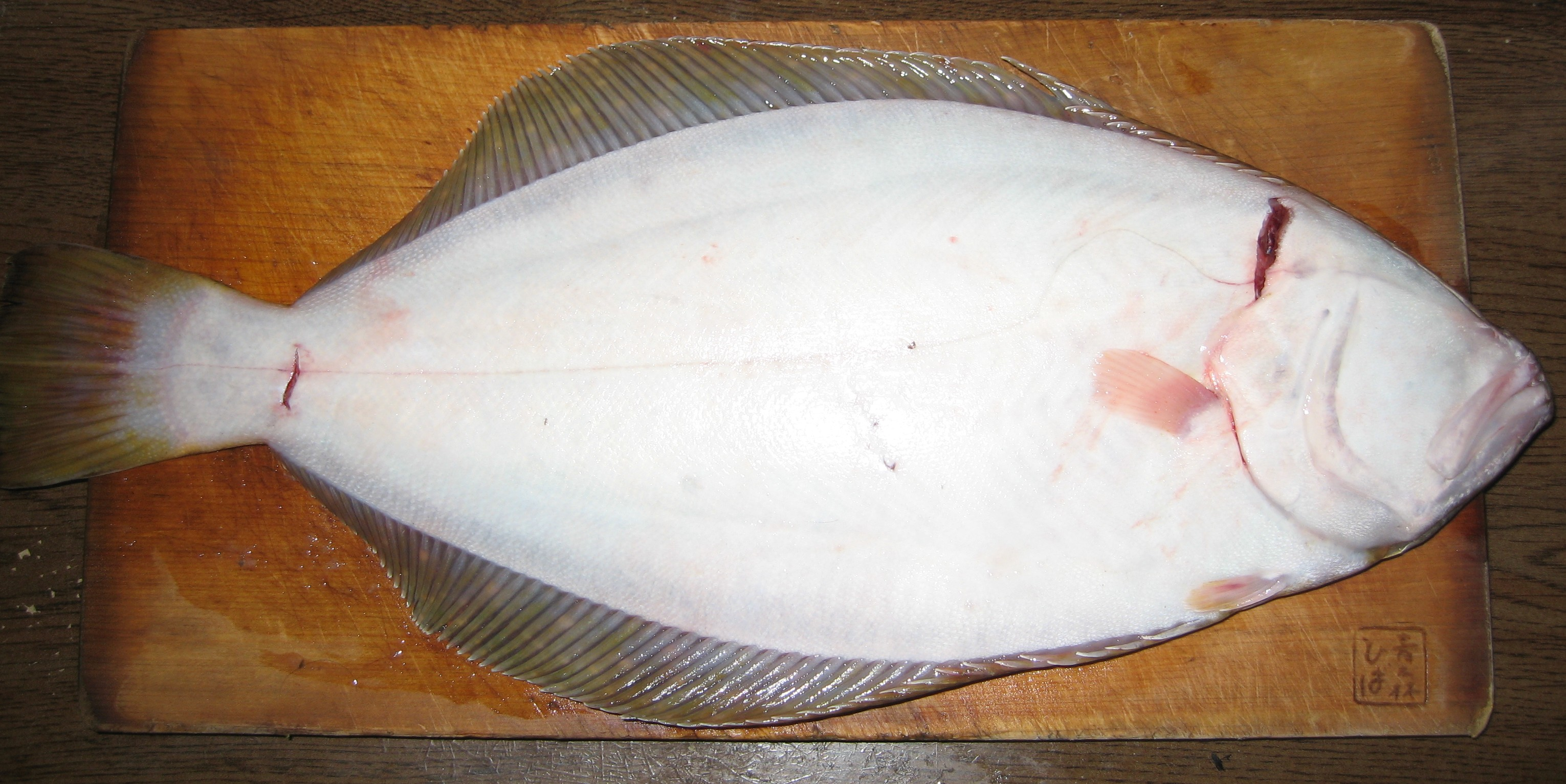
ヒラメの裏側
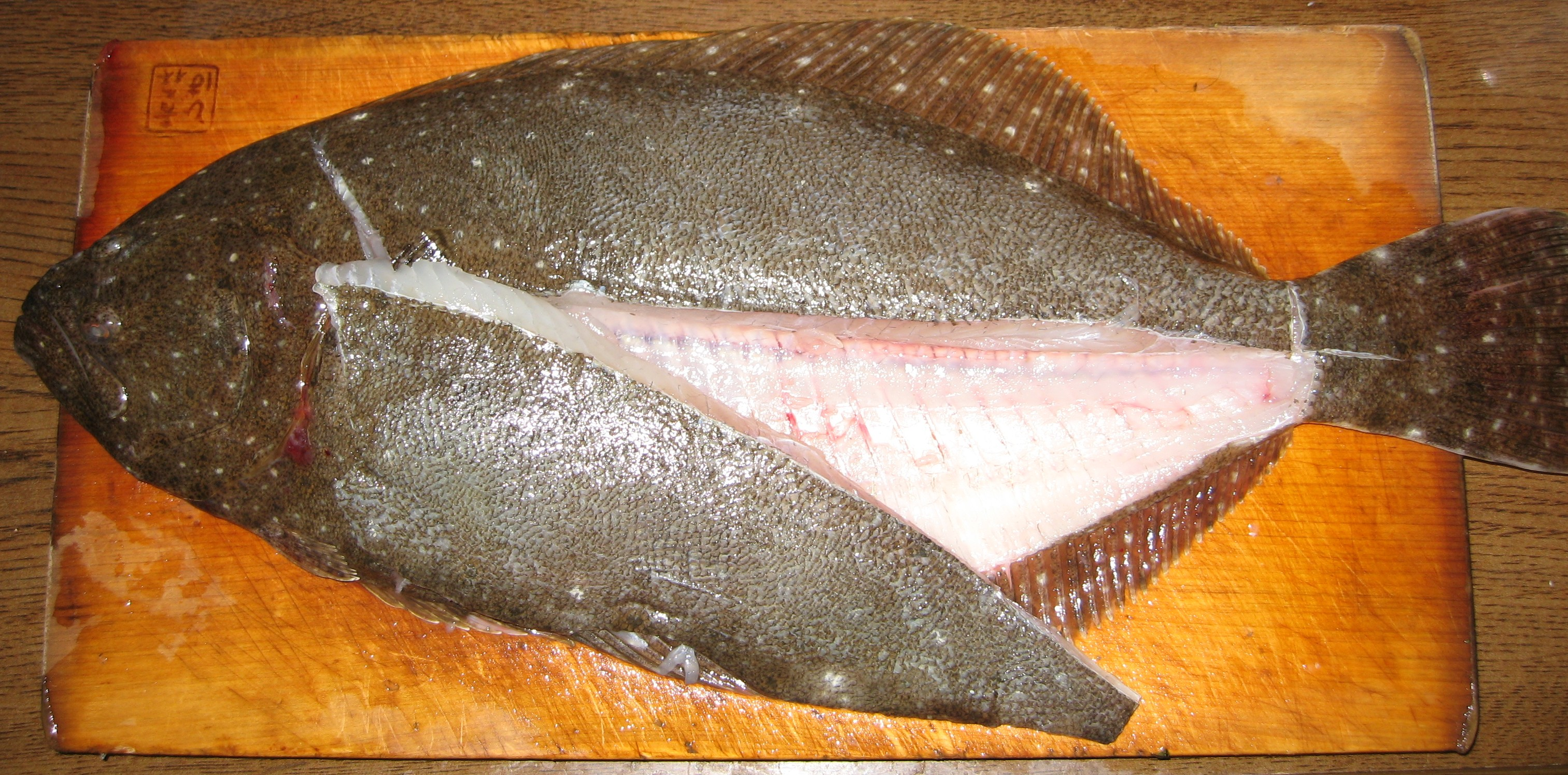
ヒラメの五枚おろし1
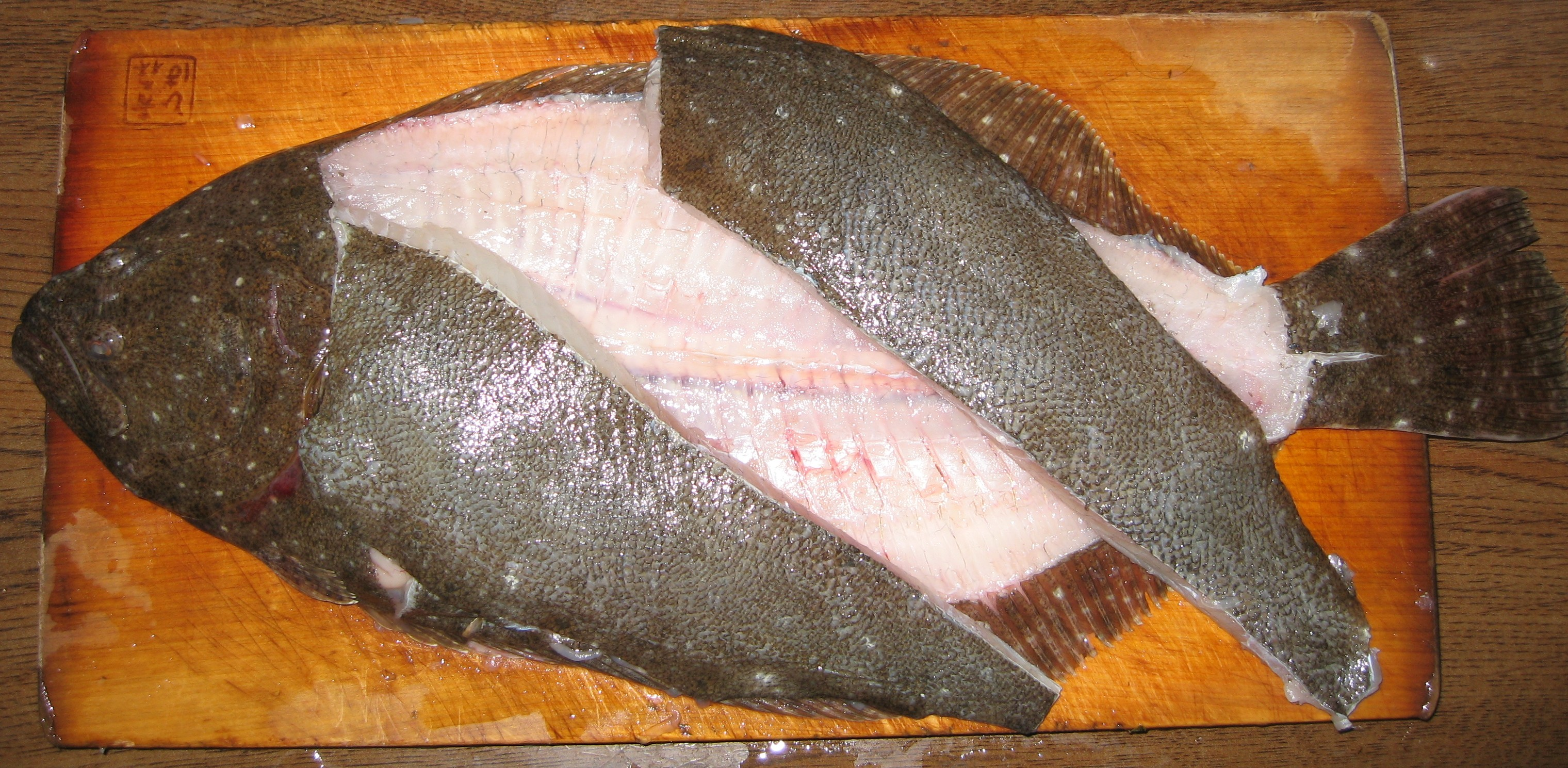
ヒラメの五枚おろし2
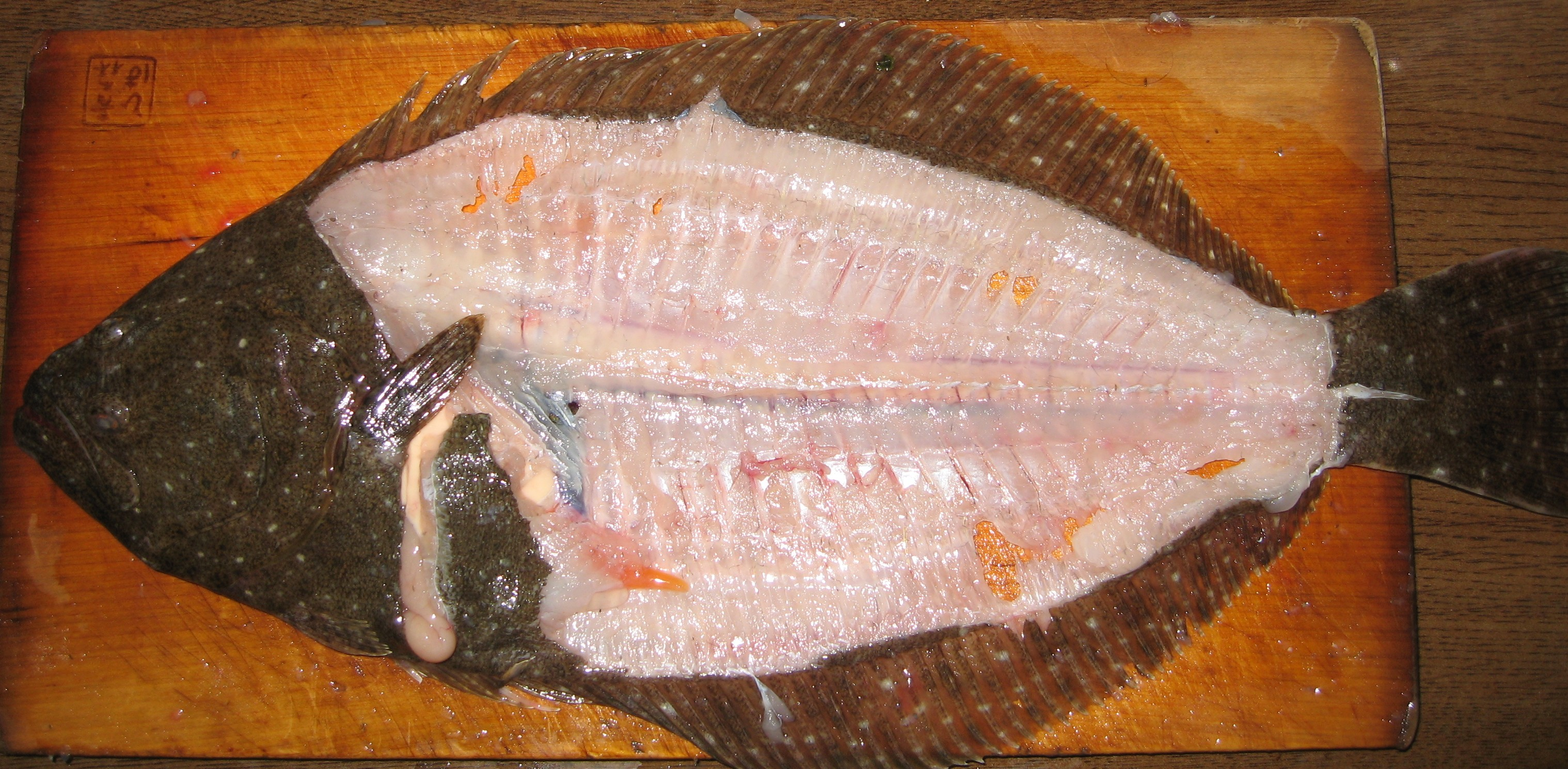
ヒラメの五枚おろし後

## 寄生虫

### クドア属

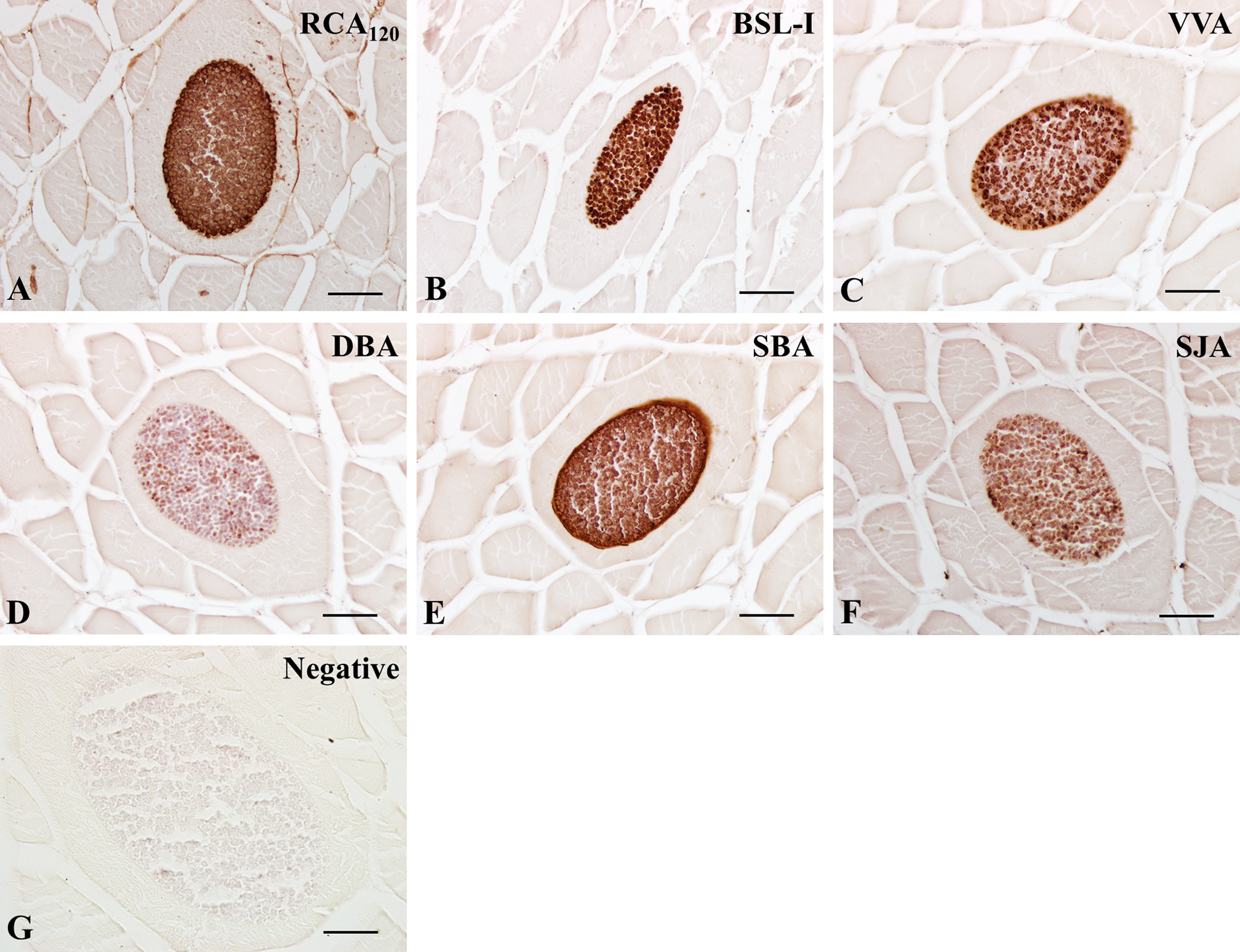
Kudoa septempunctata に感染した組織標本

かつてクドアの一種（Kudoa septempunctata, 以下、クドア）は病原性が無いと考えられていたが、寄生したヒラメを人間が生で食べ、食後数時間程度で一過性の下痢や嘔吐といった軽度の食中毒を起こした事例が報告され、調査の結果原因物質である可能性が極めて高いとされている。ただし、必ず発症するものではないうえ、症状は一過性かつ軽症で翌日には後遺症も残らず、クドアが長期に人体で留まる可能性も低い。また、一定時間の冷凍や75℃以上の加熱処理で病原性は無くなることが判明している。
なお、クドアは粘液胞子虫の一種で、最初の発見事例は韓国から輸入された養殖ヒラメであるが、クドアの生息海域内の天然物やマグロにおいても寄生が確認されている。
下痢や嘔吐など軽度の有症事例が報告され、細菌やウイルスなどの既知の食中毒原因物質が検出されない事例では、暫定的にヒラメトキシンなどと呼ばれていた。このような原因不明食中毒について、国立医薬品食品衛生研究所を中心に国立感染症研究所、大学などが協力して解明に取り組んだ結果、2011年にその病因物質がヒラメに寄生するクドアの一種 (Kudoa septempunctata) である可能性が非常に高いことが判明した。2012年6月には厚生労働省 食安発0607第7号にて、「生食用生鮮ヒラメについて、筋肉1グラム当たりクドアの胞子数が、100万個を超えたものは、食品衛生法第6条違反品として取り扱うこと」が通知され、食中毒発症の危険性の高い物品は流通が規制された。

### 養殖現場の安全対策
クドアが寄生したヒラメが出荷されることを防ぐため、2012年に水産庁ではヒラメ養殖・種苗生産施設において実施すべき対策を取りまとめた。ヒラメ養殖が盛んな自治体でも安全対策を行っており、特に養殖が盛んな大分県では、地元産養殖ヒラメの安全性を確保する対策を講じて徹底した検査体制を敷いている。なお、日本国内には韓国の済州島の養殖ヒラメも流通しているが（クドアに対して十分な対策が行われておらず）流通過程で産地偽装が行われ、小売店が調理した韓国産養殖ヒラメの刺身を客が食べてクドア食中毒に発症した事例が報告されている。

## ヒラメ類
広義のヒラメ類は、ヒラメ科、ダルマガレイ科に属する魚のこと。
- おひょう（大鮃、英語名 Halibut）はヒラメの漢字が使われているが、カレイ目カレイ科に属するカレイの仲間である。

- シタビラメ（舌平目）は、カレイ目ササウシノシタ科およびウシノシタ科の魚の総称。

### ヒラメ科
ヒラメ科 学名 Paralichthyidae、英名 Large-tooth flounders
世界で80種ほどが知られる。太平洋、インド洋、大西洋に生息。いずれも体の左側半分に両目が集まっている種。ほとんどの種が海水魚で、汽水魚もいる。口が大きく、また歯も鋭く大きい。
ヒラメ学名 Paralichthys olivaceus、英名 Bastard halibut
（略）
カリフォルニアハリバット学名 Paralichthys californicus、英名 California flounder、California halibut
ヒラメと近縁で 1.5m、30kgになる。太平洋東部、アメリカ ワシントン州からメキシコのカリフォルニア半島まで分布。浅いところから水深200mほどまで、湾内や河口付近の汽水域の砂地に生息。日中に魚やイカなどを捕食する。
ナツヒラメ学名 Paralichthys dentatus、英名 Summer flounder
（略）
タマガンゾウビラメ学名 Pseudorhombus pentophthalmus、英名 Fivespot flounder
20cm程度まで。日本、朝鮮半島からインドシナ半島まで。体の目のある側には5個の黒い丸い斑紋がある。煮付やから揚げ、また干物や、練り物の原料にする。
ガンゾウヒラメ学名 Pseudorhombus cinnamoneus、英名 Cinnamon flounder
雁雑平目。最大35cm。太平洋西部。日本、中国沿岸からフィリピン、南シナ海まで。タマガンゾウビラメより大型になる。黒い斑紋は1つ。煮付などにする。
メガレイ学名 Pseudorhombus dupliciocellatus、英名 Ocellated flounder
全長40cm。西太平洋からインド洋。日本南岸からオーストラリアにかけて、西はアンダマン・ニコバル諸島（インド）までの海域。体の目のある側には2-4個の黒い丸い斑紋がある。
テンジクガレイ学名 Pseudorhombus arsius、英名 Largetooth flounder, Moses sole
45cm。西太平洋からインド洋。日本南岸、東シナ海からオーストラリア大陸まで。東はフィジー諸島、西はインド沿岸、ペルシャ湾、アフリカ大陸東岸まで。幼魚は汽水域にも入る。体の目のある側には大小の丸い黒斑が散在。
アラメガレイ学名 Tarphops oligolepis
日本近海から台湾まで。数cmの小型種で、寿命は2年。

### ダルマガレイ科
ダルマガレイ科 学名 Bothidae、英名 Lefteye floounder
世界中の熱帯から温帯の海に生息する海水魚で、100種以上が知られる。両目とも体の左側にあるのはヒラメ科と同じ。ヒラメ科よりも一般に体高が高く、また背ビレが頭部の目よりも前からはじまるため、体が円形に近い印象になる。
ダルマガレイ学名 Engyprosopon grandisquama、英名 Largescale flounder
全長15cm。インド洋から西太平洋にかけて分布。日本南岸を北限とし、東南アジア島嶼部、ニューカレドニア、オーストラリア大陸沿岸から、インド洋、アフリカ東岸まで。体高が高く体長の半分以上。尾ビレの上端と下端付近に黒い斑紋がある。食べられる。
トゲダルマガレイ学名 Bothus pantherinus、英名 Leopard flounder、Leopard sole
全長40cmまで。インド洋から西太平洋。日本南岸、ハワイ、タヒチ（ソシエテ諸島、マルケサス諸島）からインド洋、ペルシャ湾、紅海。食べられる。
コウベダルマガレイ学名 Crossorhombus kobensis、英名 Kobe flounder
全長最大12cm。太平洋北西部の日本南岸から南シナ海まで。
ヤリガレイ学名 Laeops kitaharae
日本からアフリカ東岸までのインド洋から西太平洋。体はやや細く、頭部、口が小さい。